# Huceine ibne Numair Alçacuni
Huceine ibne Numair Alçacuni ('Al-Ḥuṣayn ibn Numayr al-Sakūnī, lit. "Huceine, filho de Numair Alçacuni"; m. 5/6 de agosto de 686) foi um importante general do começo do Califado Omíada, da subtribo sacunida de Quinda.

## Vida
Um homem com seu nome é registrado como sendo responsável pela pacificação de Hadramaute em 632, durante as Guerras Rida, mas muitos estudiosos rejeita a associação com o general omíada. Huceine é atestado seguramente pela primeira vez na Batalha de Sifim de 657, onde lutou pelos omíadas. Ele é também citado como líder dos raides de verão na Ásia Menor do Império Bizantino em 678 e 681. Sob Iázide I (r. 680–683), tornou-se governador do Junde de Homs, e nesta capacidade serviu na expedição enviada contra a rebelião em Medina e Meca em 683, sob o comando de Muslim ibne Uqueba. Depois da morte de Muslim, sucedeu-o no comando da campanha e sitiou Abedalá ibne Zobair em Meca por dois meses. Foi durante este cerco que a Caaba pegou fogo. Huceine manteve o cerco por dois meses, até chegarem as notícias da morte de Iázide. Ele então ofereceu reconhecer ibne Zobair como califa, desde que viesse à Síria, mas quando a última se recusou, Huceine voltou com seu exército.
De volta na Síria, desempenhou papel importante em assegurar a nomeação pela família omíada do experiente, mas velho, Maruane ibne Aláqueme como califa, em vez de Calide, o jovem filho de Iázide. O importante comandante omíada, Ubaide Alá ibne Ziade, então enviou-o à Jazira, onde, em 6 de janeiro de 685, derrotou a seira xiita dos penitentes na Batalha de Aim Aluarda. Huceine também participou na tentativa de reconquista do Iraque sob Ubaide Alá ibne Ziade, e como ele, caiu na Batalha de Cazir em 5 ou 6 de agosto de 686. Seu filho, Iázide ibne Huceine, também lutou pelos omíadas na Segunda Guerra Civil Muçulmana e serviu como governador de Homs por Omar II (r. 717–720), enquanto seu neto Moáuia também serviu como governador de Homs por Iázide III (r. 743–744), mas apoiou Maruane II (r. 744–750) durante a Terceira Guerra Civil Muçulmana.